# Tom Poston
Thomas 'Tom' Gordon Poston (Columbus (Ohio), 17 oktober 1921 – Los Angeles, 30 april 2007) was een Amerikaanse televisie- en filmacteur.
Postons begon zijn acteercarrière in de televisiewereld rond 1950. Daarna was hij onder andere te zien als komiek, spelletjesprogramma-analist en -presentator, filmacteur en Broadway-acteur.

## Levensloop
Nadat hij de middelbare school verliet ging hij naar Bethany College in West Virginia, maar hij verliet die school voortijdig om in 1941 bij de luchtvaartdivisie van het Amerikaanse leger te gaan. Hij rondde zijn opleiding succesvol af en mocht vervolgens dienen als piloot in Europa tijdens de Tweede Wereldoorlog. Zijn taak daar was het droppen van parachutisten. Postons beloning voor zijn taak was een Air Medal. Tot zijn ontslag uit militaire dienst was hij ook nog actief als vlieger in Noord-Afrika, Italië, Frankrijk en Groot-Brittannië, en behaalde hij de rang van kapitein. Na het verlaten van de militaire dienst volgde hij een acteerstudie in New York.
In 1950 kreeg Poston veel erkenning voor zijn komische rol als "de domme burgerman" in de Steve Allen-show. Voor zijn optreden in dat programma kreeg hij een Emmy. Daarna was hij vaak te zien op Broadway en was hij panellid voor een spelletjesprogramma en had hij rollen in de televisieseries To Tell the Truth en What's My Line. Hoewel zijn televisie- en toneelcarrière voor de wind ging bleef zijn filmcarrière beperkt tot het spelen in enkele kleine komediefilms als Zotz en The Old Dark House in de jaren 60. Poston had rollen in verschillende televisieprogramma's.
In de jaren zeventig was hij regelmatig te zien in The Bob Newhart Show. Voor zijn optreden in die serie werd hij drie keer genomineerd voor een Emmy, maar hij won er geen. Poston was bevriend met Bob Newhart en samen zouden ze later nog twee keer in een andere serie te zien zijn, zoals Newhart. In de jaren 80 speelde hij de rol van Mr. Bickley in de televisieserie Mork & Mindy.
Poston was later in zijn carrière ook regelmatig te horen en te zien in series als Family Matters, Murphy Brown, 'Home Improvement, Cosby, Malcolm & Eddie, ER, Grace Under Fire, That '70s Show en in The Simpsons als Capital City Goofball, de mascotte van de stad Capital City.
Zelfs op hoge leeftijd nam hij kleine rolletjes aan in zowel films, zoals Christmas with the Kranks en The Princess Diaries 2: Royal Engagement, als in televisieseries waaronder Committed en The Suite Life of Zack and Cody.
In 2001 trouwde hij met actrice Suzanne Pleshette, die hij al kende van de serie The Bob Newhart Show, toen zij de vrouw van Bob Hartley, het personage van Newhart, speelde. Poston stierf op 85-jarige leeftijd aan de gevolgen van Respiratoire insufficiëntie.